# Melhor da Noite
Melhor da Noite é um programa de televisão brasileiro produzido pela Rede Bandeirantes. Estreou em 21 de agosto de 2023 e é apresentado por Otaviano Costa e Pâmela Lucciola.

## O programa
O programa inclui jornalismo, entretenimento e interatividade, e tem como pilares a informação e a diversão. Conta com quadros de gastronomia, games, realities, viagens, ciência e histórias inspiradoras. Estreou sendo apresentado inicialmente por Glenda Kozlowski e Zeca Camargo.
No dia 21 de junho de 2024, Zeca é retirado da apresentação do programa, sendo também dispensado da Band. Com isso, ele é substituído por Rodrigo Alvarez. 
Em 7 de fevereiro de 2025, é anunciado que Glenda Kozlowski deixaria o programa após desaprovar a mudança de horário anunciada em março por conta da telenovela Beleza Fatal, sendo devolvida posteriormente ao Show do Esporte. Um mês depois (7 de março), Glenda e Rodrigo Alvarez apresentavam pela última vez o programa. 
A partir do dia 12, a atração passou a ser exibida de quarta à sexta no horário das 22h30, sofrendo também uma mudança de formato e de apresentador. Alvarez é substituído por Otaviano Costa, que retornava à Band após 24 anos, enquanto que Rodrigo assumiria um novo projeto na emissora, assim como Glenda é substituída por Pâmela Lucciola.